# Adamov (ort i Tjeckien, Södra Böhmen)
Adamov är en ort i Tjeckien.   Den ligger i regionen Södra Böhmen, i den centrala delen av landet, 120 km söder om huvudstaden Prag. Adamov ligger 478 meter över havet och antalet invånare är 509.
Terrängen runt Adamov är huvudsakligen platt, men den allra närmaste omgivningen är kuperad. Terrängen runt Adamov sluttar västerut. Runt Adamov är det tätbefolkat, med 343 invånare per kvadratkilometer. Närmaste större samhälle är České Budějovice, 5,6 km sydväst om Adamov. Omgivningarna runt Adamov är en mosaik av jordbruksmark och naturlig växtlighet.